# بورتو إستريلا
بورتو إستريلا بلدية في ولاية ماتو غروسو في المنطقة الوسطى الغربية من البرازيل.
تحتوي البلدية على جزء من محطة سيرا داس أراراس البيئية.